# Stonerum
Ett Stonerum är mängden av ultrafilter på en boolesk algebra topologiserad genom att låta topologin generas av mängder på formen:
{\displaystyle U_{f}=\{U|f\in U\}}.
Man kan visa att de rum som är Stonerum för någon boolesk algebra är de fullständigt osammanhängande kompakta Hausdorffrummen.